# Associazione Calcio Verona 1939-1940
Questa voce raccoglie le informazioni riguardanti l'Associazione Calcio Verona nelle competizioni ufficiali della stagione 1939-1940.

## Rosa
| N. |                   | Ruolo | Calciatore       |
| -- | ----------------- | ----- | ---------------- |
|    | Italia (bandiera) | P     | Gaetano Castioni |
|    | Italia (bandiera) | P     | Uber Gradella    |
|    | Italia (bandiera) | D     | Bruno Facchin    |
|    | Italia (bandiera) | D     | Giovanni Felini  |
|    | Italia (bandiera) | D     | Giulio Fenzi     |
|    | Italia (bandiera) | D     | Battista Foletto |
|    | Italia (bandiera) | D     | Pio Goretta      |
|    | Italia (bandiera) | D     | Nereo Marini     |
|    | Italia (bandiera) | D     | Aldo Pini        |
|    | Italia (bandiera) | C     | Orfeo Bellesini  |
|    | Italia (bandiera) | C     | Flavio Cecconi   |
|    | Italia (bandiera) | C     | Giacomo Conti    |
|    | Italia (bandiera) | C     | Giannino Facci   |

| N. |                   | Ruolo | Calciatore         |
| -- | ----------------- | ----- | ------------------ |
|    | Italia (bandiera) | C     | Renzo Formenti     |
|    | Italia (bandiera) | C     | Carlo Pisani       |
|    | Italia (bandiera) | C     | Carlo Sabadini     |
|    | Italia (bandiera) | C     | Luigi Sabaini      |
|    | Italia (bandiera) | C     | Attilio Selmi      |
|    | Italia (bandiera) | C     | Guido Tavellin     |
|    | Italia (bandiera) | A     | Bruno Anastasi     |
|    | Italia (bandiera) | A     | Mario Andreis      |
|    | Italia (bandiera) | A     | Angelo Barbi       |
|    | Italia (bandiera) | A     | Aldo Checchetti    |
|    | Italia (bandiera) | A     | Giuseppe Di Prisco |
|    | Italia (bandiera) | A     | Carlo Gobbi        |
|    | Italia (bandiera) | A     | Lucillo Morosi     |

## Risultati

### Serie B

#### Girone di andata
| Verona 17 settembre 1939 1ª giornata | Verona                        | 0 – 0 referto | Fanfulla | Stadio Comunale Bentegodi\| Arbitro: \| Zavattaro (Casale Monferrato) \| |
| Arbitro:                             | Zavattaro (Casale Monferrato) |               |          |                                                                          |

| Arbitro: | Conticini (Firenze) |

|              |           |                     |
| Porcelli 27’ | Marcatori | 31’ Barbi 57’ Selmi |

| Arbitro: | Soliani (Genova) |

|                   |           |                 |
| Marini 52’ (rig.) | Marcatori | 31’ Colli Coppa |

| Arbitro: | Limido (Milano) |

|             |           |  |
| Imberti 22’ | Marcatori |  |

| Arbitro: | Mantovani (Ferrara) |

|                             |           |         |
| Facci 43’, ?’ Di Prisco 59’ | Marcatori | 79’ Gei |

| Arbitro: | Pirovano (Monza) |

|                                                            |           |                           |
| D'Odorico 21’, 49’ Zorzi 29’, 62’ Tabanelli 34’ Barbot 46’ | Marcatori | 7’, 67’ Di Prisco Andreis |

| Arbitro: | Rizzo |

|                    |           |                         |
| Di Prisco 53’, 84’ | Marcatori | 27’ Zuccotti 60’ Varoli |

| Arbitro: | Curradi (Firenze) |

|                                           |           |  |
| Barbi 47’ Di Prisco 62’ Marini 67’ (rig.) | Marcatori |  |

| Arbitro: | Rossi |

|  |           |                         |
|  | Marcatori | 77’ Conti 81’ Di Prisco |

| Arbitro: | Bianchi |

|                                  |           |         |
| Marini 25’ Andreis 66’ Facci 87’ | Marcatori | Spadoni |

| Siena 10 dicembre 1939 11ª giornata                                                           | Siena     | 5 – 1 referto | Verona | Stadio Rino Daus |
| \| \| \| \| \| Dapas 20’ (rig.), 78’ Renoldi ?’, 70’ Gambini 87’ \| Marcatori \| 18’ Facci \| |           |               |        |                  |
|                                                                                               |           |               |        |                  |
| Dapas 20’ (rig.), 78’ Renoldi ?’, 70’ Gambini 87’                                             | Marcatori | 18’ Facci     |        |                  |

| Arbitro: | Bertolio (Torino) |

|                   |           |                  |
| Marini 24’ (rig.) | Marcatori | 13’, 27’ Gaddoni |

| Arbitro: | Limido (Milano) |

|                                                     |           |                         |
| Poggi 7’ Pizzala 37’ Pozzo 40’ Castigliano 80’, 81’ | Marcatori | 73’ Barbi 87’ Tavellini |

| Arbitro: | Motta (Milano) |

|                     |           |  |
| Barbi 17’ Facci 86’ | Marcatori |  |

| Arbitro: | Carpani (Milano) |

|                         |           |  |
| Ghezzi 6’ Pietruzzi 26’ | Marcatori |  |

| Arbitro: | Leoni (Milano) |

|                                       |           |  |
| Faccenda Mongero ?’ (rig.) Ponzinibio | Marcatori |  |

| Arbitro: | Mattea (Torino) |

|             |           |                                |
| Andreis 77’ | Marcatori | 1’, 27’, 85’ Stua 52’ Cattaneo |

#### Girone di ritorno
| Arbitro: | Fois (Roma) |

|                   |           |            |
| Colaneri 20’, 77’ | Marcatori | 89’ Pisani |

| Arbitro: | Colonna (Bari) |

|                     |           |  |
| Pisani 5’ Barbi 12’ | Marcatori |  |

| Arbitro: | Gamba (Napoli) |

|                                         |           |                    |
| Coppa Di Benedetti ?’, ?’ Piccini Capra | Marcatori | ?’ (rig.) Anastasi |

| Arbitro: | Camiolo (Milano) |

|                  |           |  |
| Gobbi 41’ (rig.) | Marcatori |  |

| Brescia 10 marzo 1940 22ª giornata | Brescia           | 0 – 0 referto | Verona | Stadium di viale Piave\| Arbitro: \| Bertolio (Torino) \| |
| Arbitro:                           | Bertolio (Torino) |               |        |                                                           |

| Verona 17 marzo 1940 23ª giornata | Verona             | 0 – 0 referto | Udinese | Stadio Comunale Bentegodi\| Arbitro: \| Carminati (Milano) \| |
| Arbitro:                          | Carminati (Milano) |               |         |                                                               |

| Arbitro: | Curradi (Firenze) |

|                       |           |  |
| Torti 76’ Barussi 89’ | Marcatori |  |

| Catania 31 marzo 1940 25ª giornata | Catania | 1 – 1 | Verona | Stadio Cibali |

| Arbitro: | Carpani (Milano) |

|                       |           |                                |
| Andreis 23’ Conti 37’ | Marcatori | 42’ Degli Esposti 69’ Cappello |

| Arbitro: | Scotti |

|  |           |                        |
|  | Marcatori | 2’ Di Prisco 44’ Gobbi |

| Verona 28 aprile 1940 28ª giornata | Verona             | 0 – 0 referto | Siena | Stadio Comunale Bentegodi\| Arbitro: \| Cardinali (Milano) \| |
| Arbitro:                           | Cardinali (Milano) |               |       |                                                               |

| Arbitro: | Galeati (Bologna) |

|               |           |  |
| Cominelli 23’ | Marcatori |  |

| Arbitro: | Galeati (Bologna) |

|                           |           |  |
| Andreis 18’ Di Prisco 62’ | Marcatori |  |

| Arbitro: | Viarengo (Asti) |

|                       |           |  |
| Icardi 5’ Di Falco 7’ | Marcatori |  |

| Arbitro: | Bonamartini (Firenze) |

|             |           |  |
| Andreis 32’ | Marcatori |  |

| Arbitro: | Galeati (Bologna) |

|                           |           |            |
| Cecconi 53’ Di Prisco 74’ | Marcatori | 86’ Tonali |

| Arbitro: | Marsciani (Modena) |

|                                         |           |  |
| Stua ?’, ?’ Venturini Costanzo Angelini | Marcatori |  |

### Coppa Italia

#### Turni eliminatori
| Arbitro: | Mantovani (Ferrara) |

|                    |           |  |
| Andreis 56’ (aut.) | Marcatori |  |

## Statistiche

### Statistiche di squadra
| Competizione | Punti | In casa | In casa | In casa | In casa | In casa | In casa | In trasferta | In trasferta | In trasferta | In trasferta | In trasferta | In trasferta | Totale | Totale | Totale | Totale | Totale | Totale | DR  |
| Competizione | Punti | G       | V       | N       | P       | Gf      | Gs      | G            | V            | N            | P            | Gf           | Gs           | G      | V      | N      | P      | Gf     | Gs     | DR  |
| ------------ | ----- | ------- | ------- | ------- | ------- | ------- | ------- | ------------ | ------------ | ------------ | ------------ | ------------ | ------------ | ------ | ------ | ------ | ------ | ------ | ------ | --- |
| Serie B      | 31    | 17      | 9       | 5       | 3       | 26      | 15      | 17           | 3            | 2            | 12           | 15           | 41           | 34     | 12     | 7      | 15     | 41     | 56     | -15 |
| Coppa Italia |       | -       | -       | -       | -       | -       | -       | 1            | 0            | 0            | 1            | 0            | 1            | 1      | 0      | 0      | 1      | 0      | 1      | -1  |
| Totale       |       | 17      | 9       | 5       | 3       | 26      | 15      | 18           | 3            | 2            | 13           | 15           | 42           | 35     | 12     | 7      | 16     | 41     | 57     | -16 |

### Statistiche dei giocatori
| Giocatore     | Serie B  | Serie B | Coppa Italia | Coppa Italia | Totale   | Totale |
| Giocatore     | Presenze | Reti    | Presenze     | Reti         | Presenze | Reti   |
| ------------- | -------- | ------- | ------------ | ------------ | -------- | ------ |
| B. Anastasi   | 4        | 1       | -            | -            | 4        | 1      |
| M. Andreis    | 33       | 6       | 1            | 0            | 34       | 6      |
| A. Barbi      | 20       | 5       | -            | -            | 20       | 5      |
| O. Bellesini  | 4        | 0       | -            | -            | 4        | 0      |
| G. Castioni   | 1        | -2      | -            | -            | 1        | -2     |
| F. Cecconi    | 2        | 1       | -            | -            | 2        | 1      |
| A. Checchetti | 1        | 0       | -            | -            | 1        | 0      |
| G. Conti      | 25       | 3       | -            | -            | 25       | 3      |
| G. Di Prisco  | 31       | 11      | 1            | 0            | 32       | 11     |
| B. Facchin    | 11       | 0       | 1            | 0            | 12       | 0      |
| G. Facci      | 23       | 6       | 1            | 0            | 24       | 6      |
| G. Felini     | 34       | 0       | 1            | 0            | 35       | 0      |
| G. Fenzi      | 4        | 0       | -            | -            | 4        | 0      |
| B. Foletto    | 1        | 0       | -            | -            | 1        | 0      |
| R. Formenti   | 17       | 0       | -            | -            | 17       | 0      |
| V. Gobbi      | 16       | 1       | -            | -            | 16       | 1      |
| P. Goretta    | 25       | 0       | -            | -            | 25       | 0      |
| U. Gradella   | 33       | -54     | 1            | -1           | 34       | -55    |
| N. Marini     | 9        | 4       | 1            | 0            | 10       | 4      |
| L. Morosi     | -        | -       | 1            | 0            | 1        | 0      |
| A. Pini       | 12       | 0       | 1            | 0            | 13       | 0      |
| C. Pisani     | 10       | 2       | -            | -            | 10       | 2      |
| C. Sabadini   | 26       | 0       | 1            | 0            | 27       | 0      |
| L. Sabaini    | 19       | 0       | 1            | 0            | 20       | 0      |
| A. Selmi      | 8        | 0       | -            | -            | 8        | 0      |
| G. Tavellin   | 5        | 1       | -            | -            | 5        | 1      |